# Perlentaucher
Perlentaucher (также Der Perlentaucher, «Перлента́ухер»; с нем. — «Ловец жемчуга», дословно «Жемчужный ныряльщик») — немецкий онлайн-журнал культурной (преимущественно литературной) тематики. Основан Тьерри Шервелем (фр. Thierry Chervel), Адамом Цвиенцеком (нем. Adam Cwientzek), Аньей Зеелигер (нем. Anja Seeliger) и Никласом Зеелигером (нем. Niclas Seeliger). Издаётся с 15 марта 2001 года.
По данным IVW, в марте 2017 года сайт посетили более 713 тыс. человек. При этом из 1,5 млн просмотров за месяц 75 % были осуществлены с территории Германии, что делает Perlentaucher, по утверждению издателей, «ведущим независимым культурным и литературным журналом в немецкоязычной сети».